# Nembol
Nembol is een bestuurslaag in het regentschap Pandeglang van de provincie Banten, Indonesië. Nembol telt 3800 inwoners (volkstelling 2010).